# TJ Horní Benešov
TJ Horní Benešov (celým názvem: Tělovýchovná jednota Horní Benešov) je český klub ledního hokeje, který sídlí v Horním Benešově v Moravskoslezském kraji. Založen byl v roce 1948. Od sezóny 2009/10 působí v Moravskoslezské krajské lize, čtvrté české nejvyšší soutěži ledního hokeje. Klubové barvy jsou zelená a bílá.
Své domácí zápasy odehrává na zimním stadionu Horní Benešov.

## Přehled ligové účasti
Stručný přehled
Zdroj:  
- 1960–1961: Severomoravský krajský přebor (4. ligová úroveň v Československu)
- 1969–1970: Krajský přebor 1.A třídy sk.? (5. ligová úroveň v Československu)
- 1972–1973: Severomoravský krajský přebor sk. A (4. ligová úroveň v Československu)
- 1976–1977: Severomoravský krajský přebor (5. ligová úroveň v Československu)
- 1977–1979: Severomoravský krajský přebor (4. ligová úroveň v Československu)
- 1979–1980: Severomoravský krajský přebor (3. ligová úroveň v Československu)
- 1982–1983: Severomoravský krajský přebor II. třídy sk. B (4. ligová úroveň v Československu)
- 1984–1985: Severomoravský krajský přebor II. třídy (5. ligová úroveň v Československu)
- 1986–1990: Severomoravský krajský přebor (4. ligová úroveň v Československu)
- 1991–1993: Severomoravský krajský přebor II. třídy (5. ligová úroveň v Československu)
- 1994–1995: Severomoravský krajský přebor II. třídy sk. B (5. ligová úroveň v České republice)
- 1995–1997: Severomoravský krajský přebor II. třídy (5. ligová úroveň v České republice)
- 1999–2002: Severomoravský krajský přebor (4. ligová úroveň v České republice)
- 2002–2009: Moravskoslezský krajský přebor (4. ligová úroveň v České republice)
- 2009– : Moravskoslezská krajská liga (4. ligová úroveň v České republice)

Jednotlivé ročníky
Zdroj: 
Legenda: červené podbarvení – sestup, zelené podbarvení – postup, fialové podbarvení – reorganizace, změna skupiny či soutěže
Legenda: ZČ - základní část, červené podbarvení - sestup, zelené podbarvení - postup, fialové podbarvení - reorganizace, změna skupiny či soutěže
| Československo (1960 – 1993) |                                               |           |           |                                       |                     |
| Sezóny                       | Soutěž                                        | Úroveň    | ZČ        | Play-off, nadstavba, sk. o udržení... | Poznámky            |
| 1960/61                      | Severomoravský krajský přebor                 | 4. úroveň | 4. místo  |                                       |                     |
| ...                          |                                               |           |           |                                       |                     |
| 1969/70                      | Krajský přebor 1.A třídy sk.?                 | 5. úroveň | ?. místo  |                                       |                     |
| ...                          |                                               |           |           |                                       |                     |
| 1972/73                      | Severomoravský krajský přebor sk. A           | 4. úroveň | ?. místo  |                                       | Kvalifikace         |
| ...                          |                                               |           |           |                                       |                     |
| 1976/77                      | Severomoravský krajský přebor                 | 5. úroveň | ?. místo  |                                       | Reorganizace        |
| 1977/78                      | Severomoravský krajský přebor                 | 4. úroveň | 3. místo  |                                       |                     |
| 1978/79                      | Severomoravský krajský přebor                 | 4. úroveň | 5. místo  |                                       | Reorganizace        |
| 1979/80                      | Severomoravský krajský přebor                 | 3. úroveň | 10. místo |                                       | Sestup              |
| ...                          |                                               |           |           |                                       |                     |
| 1982/83                      | Severomoravský krajský přebor II. třídy sk. B | 4. úroveň | 3. místo  |                                       |                     |
| ...                          |                                               |           |           |                                       |                     |
| 1984/85                      | Severomoravský krajský přebor II. třídy       | 5. úroveň | 7. místo  |                                       |                     |
| ...                          |                                               |           |           |                                       |                     |
| 1986/87                      | Severomoravský krajský přebor                 | 4. úroveň | 7. místo  |                                       |                     |
| 1987/88                      | Severomoravský krajský přebor                 | 4. úroveň | 6. místo  |                                       |                     |
| 1988/89                      | Severomoravský krajský přebor                 | 4. úroveň | 5. místo  |                                       |                     |
| 1989/90                      | Severomoravský krajský přebor                 | 4. úroveň | 8. místo  |                                       |                     |
| ...                          |                                               |           |           |                                       |                     |
| 1991/92                      | Severomoravský krajský přebor II. třídy       | 5. úroveň | 5. místo  |                                       |                     |
| 1992/93                      | Severomoravský krajský přebor II. třídy       | 5. úroveň | ?. místo  | Skupina o 5.-8. místo (8. místo)      |                     |
| Česko (1993 – )              |                                               |           |           |                                       |                     |
| Sezóny                       | Soutěž                                        | Úroveň    | ZČ        | Play-off, nadstavba, sk. o udržení... | Poznámky            |
| ...                          |                                               |           |           |                                       |                     |
| 1994/95                      | Severomoravský krajský přebor II. třídy sk. B | 5. úroveň | 2. místo  |                                       |                     |
| 1995/96                      | Severomoravský krajský přebor II. třídy       | 5. úroveň | ?. místo  | Skupina o 7.-11. místo (9. místo)     |                     |
| 1996/97                      | Severomoravský krajský přebor II. třídy       | 5. úroveň | 6. místo  |                                       |                     |
| ...                          |                                               |           |           |                                       |                     |
| 1999/00                      | Severomoravský krajský přebor                 | 4. úroveň | 8. místo  |                                       |                     |
| 2000/01                      | Severomoravský krajský přebor                 | 4. úroveň | 7. místo  |                                       |                     |
| 2001/02                      | Severomoravský krajský přebor                 | 4. úroveň | 6. místo  | Nadstavba sk. B (1. místo)            |                     |
| 2002/03                      | Moravskoslezský krajský přebor                | 4. úroveň | 4. místo  | Nadstavba 2. místo                    |                     |
| 2003/04                      | Moravskoslezský krajský přebor                | 4. úroveň | 5. místo  | Finálová skupina (4. místo)           |                     |
| 2004/05                      | Moravskoslezský krajský přebor                | 4. úroveň | 2. místo  |                                       |                     |
| 2005/06                      | Moravskoslezský krajský přebor                | 4. úroveň | 2. místo  |                                       |                     |
| 2006/07                      | Moravskoslezský krajský přebor                | 4. úroveň | 2. místo  |                                       |                     |
| 2007/08                      | Moravskoslezský krajský přebor                | 4. úroveň | 2. místo  |                                       |                     |
| 2008/09                      | Moravskoslezský krajský přebor                | 4. úroveň | 3. místo  |                                       | Změna názvu soutěže |
| 2009/10                      | Moravskoslezská krajská liga                  | 4. úroveň | 2. místo  | Semifinále                            |                     |
| 2010/11                      | Moravskoslezská krajská liga                  | 4. úroveň | 1. místo  |                                       | Kvalifikace         |
| 2011/12                      | Moravskoslezská krajská liga                  | 4. úroveň | 5. místo  | Semifinále                            |                     |
| 2012/13                      | Moravskoslezská krajská liga                  | 4. úroveň | 3. místo  | Semifinále                            |                     |
| 2013/14                      | Moravskoslezská krajská liga                  | 4. úroveň | 4. místo  | Semifinále                            |                     |
| 2014/15                      | Moravskoslezská krajská liga                  | 4. úroveň | 3. místo  |                                       |                     |
| 2015/16                      | Moravskoslezská krajská liga                  | 4. úroveň | 4. místo  |                                       |                     |
| 2016/17                      | Moravskoslezská krajská liga                  | 4. úroveň | 4. místo  | Čtvrtfinále                           |                     |
| 2017/18                      | Moravskoslezská krajská liga                  | 4. úroveň | 8. místo  | Čtvrtfinále                           |                     |
| 2018/19                      | Moravskoslezská krajská liga                  | 4. úroveň | 7. místo  | Čtvrtfinále                           |                     |
| 2019/20                      | Moravskoslezská krajská liga                  | 4. úroveň | 9. místo  | Ne                                    |                     |
| 2020/21                      | Moravskoslezská krajská liga                  | 4. úroveň | 8. místo  | Ne                                    | Zrušeno             |
| 2021/22                      | Moravskoslezská krajská liga                  | 4. úroveň | 7. místo  | Semifinále                            |                     |
| 2022/23                      | Moravskoslezská krajská liga                  | 4. úroveň | 7. místo  | Semifinále                            |                     |
| 2023/24                      | Moravskoslezská krajská liga                  | 4. úroveň | 2. místo  | Semifinále                            |                     |
| 2024/25                      | Moravskoslezská krajská liga                  | 4. úroveň | 1. místo  | Finále                                |                     |